# Helden uit de Hel
Helden uit de Hel is het tiende en laatste boek in de Demonata-serie geschreven door de Ierse schrijver Darren Shan. Het is het vervolgdeel op De Duisternis Roept. De Nederlandse vertaling werd gedaan door Marce Noordenbos en is 235 pagina's dik. Het boek is bedoeld voor kinderen van 10 jaar en ouder.

## Personages
| Naam         | Personage                                 | Kenmerken |
| ------------ | ----------------------------------------- | --- |
| Grubbs Grady | Neef van Derwisj                          | Hij heeft soms wat te kampen met lafheid, wat begrijpelijk is als je weet dat zijn ouders en zus door demonen zijn gedood.                     |
| Kernel       | Discipel (en een goede vriend van Grubbs) | Een dappere, vriendelijke, en bovenal trouwe vechter. Hij heeft het vermogen om vensters te openen tussen de wereld van de mens en de demonen. |
| Bec          | Discipel en priesteres                    | Een zeer intelligent en bekwaam meisje dat samen met Grubbs en Kernel deel uitmaakt van de Kah-Gash.                                           |

Samen vormen zij een team dat is samengesteld om een einde te maken aan de Demonata-oorlog. Zij moeten de Kah-Gash, het meest superieure wapen aller tijden, verenigen om de wereld te redden of te vernietigen.

## Begrippen
- Discipel: Een beschermer van de aarde die invasies van demonen moet voorkomen. Zij zijn in aanwezigheid van demonen in staat tot het beheersen van magie.
- Demonata: Demonen uit het Demonata-universum. Zij proberen constant naar de Aarde over te steken om mensen te vermoorden en de wereld over te nemen. Ze worden geregeerd door de Schaduw, ofwel de vleesgeworden Dood.